# 1997 WJ2
1997 WJ2 är en asteroid i huvudbältet som upptäcktes den 23 november 1997 av den japanska astronomen Takao Kobayashi vid Ōizumi-observatoriet.
Asteroiden har en diameter på ungefär 3 kilometer.